# Aponchiidae
Aponchiidae é uma família de nematóides pertencentes à ordem Monhysterida.
Géneros:
- Aponchium Cobb, 1920
- Metalaimoides
- Synonema Cobb, 1920